# Polythore neopicta
Polythore neopicta är en trollsländeart som beskrevs av Bick 1990. Polythore neopicta ingår i släktet Polythore och familjen Polythoridae. Inga underarter finns listade i Catalogue of Life.